# Bezrobotny Lucyfer
Bezrobotny Lucyfer. Opowieści – zbiór opowiadań Aleksandra Wata wydany nakładem Księgarni F. Hoesicka w 1926 r. (z datą 1927).
Tom, dedykowany żonie,  zawiera 9 groteskowo-fantastycznych opowiadań powstałych w latach 1925-1926:
- Bezrobotny Lucyfer
- Żyd Wieczny Tułacz
- Królowie na wygnaniu
- Historia ostatniej rewolucji w Anglii
- Czyście nie widzieli ulicy Gołębiej?
- Prima aprilis
- Hermafrodyta
- Niech żyje Europa! (Ze wspomnień byłego Europejczyka)
- Tom Bill. Szampion ciężkiej wagi

Kilka z nich ma formę powiastki filozoficznej, z uproszczoną formą, przewrotną treścią, ironią i sceptycyzmem, krytyką zastanych wyobrażeń moralnych i urządzeń cywilizacyjnych. Cechują je: tonacja totalnej drwiny, nieprawdopodobieństwo pomysłów, absolutna dowolność, paradoksalna logika, skłonność do błazenady: Chińczycy zdobywają Europę i stają się patriotami, Kościół katolicki opanowany zostaje przez Żydów, antysemici przyjmują judaizm. Widoczne są tu wpływy Woltera, Chestertona i Apollinaire’a.
W opowiadaniach: Czyście nie widzieli ulicy Gołębiej?', Prima aprilis,                                                  Hermafrodyta, Tom Bill przedmiotem zainteresowań Wata staje się natura człowieka –  ciemna, splątana, wydana na pastwę grzechu i namiętności.
Bezrobotny Lucyfer  był jedyną ukończoną całością prozatorską Wata, która ukazała się formie publikacji książkowej. Nie dokończył powieści Ucieczka Lota (opublikował tylko dwie jej części), nie powstała zaledwie naszkicowana powieść o Stalinie.

## Przekłady na języki obce
- Lucifer unemployed, Evanston: Northwestern University Press, 1989, 1990
- Lucifero disoccupato, Roma: Salerno, 1994
- L'ebreo errante, Roma: Salerno, 1995

## Recenzje  i omówienia
- Baranowska Małgorzata, Koło historii i inne opowieści, „Nowe Książki” 1993, nr 9, s. 34-35.
- Bolecki Włodzimierz, Regresywny futurysta, [w:] Aleksander Wat, Bezrobotny Lucyfer i inne opowieści, Warszawa 1993, s. 5-18.
- Horzyca Wilam, W kraju idej, „”Epoka” 1927, nr 15.
- Lengren Magda, Smród metafizyczny, „Twórczość” 1993, nr 11, s. 114-115.
- Pomirowski Leon, “Bezrobotny Lucyfer” Wata, “Wiadomości Literackie” 1927, nr 10.
- Rettinger Mieczysław, „Przegląd Współczesny” 1927, nr 60, s. 154-156.
- Weinziecher Michał, Na marginesie książki Aleksandra Wata, „Nasz Przegląd” 1927, nr 37.
- Greń Zygmunt, Nowości z dwudziestolecia. „Bezrobotny Lucyfer” Wata, „Życie Literackie” 1956, nr 33, s. 5.
- Nastulanka Krystyna, „Bezrobotny Lucyfer”, czyli przygoda intelektualna lat dwudziestych, „Nowe Książki” 1960, nr 21.
- Semil Edmund, Bezrobotny Lucyfer XX wieku, „Polityka” 1960, nr 47, s. 7.
- Maciejewski Janusz, Katastrofizm na wesoło, „Twórczość” 1961, nr 9, s. 122-125.
- Wróblewska Teresa, Przypominamy dwudziestolecie, „Orka” 1961, nr 16, s. 5, 9.
- Zaworska Helena, Lucyfer bezrobotny i rozczarowany, „Nowa Kultura” 1961, nr 7, 2.